# Paul Jäger (Germanist)
Paul Georg Jäger (* 17. Oktober 1883 in Dresden; † nicht ermittelt) war ein deutscher Germanist und Anglist sowie Hochschullehrer.

## Leben und Wirken
Er war der Sohn des Dresdner Kaufmanns Maximilian Ludwig Jäger und dessen Ehefrau Selma Hedwig Jäger geborene Nestler. Jäger besuchte u. a. drei Jahre das Annenrealgymnasium in Dresden und studierte Neue Sprachen, Germanistik und Latein. Er promovierte zum Dr. phil. und spezialisierte sich auf englische und amerikanische Wirtschaftssprache. Er war als Studiendirektor und Lehrbeauftragter an der Handelshochschule Leipzig tätig und wurde vor allem durch The Correspondent’s Handbook bekannt, das 1926 in erster und 1939 bereits in siebter Auflage erschien.

## Schriften (Auswahl)
- (Hrsg.): Dettloff Mueller: Die Praxis des englischen Handelsbriefverkehrs. 1922.
- (mit Hans Richter): Rede und Schrift. Band 1, E. G. Weimann, Leipzig 1927.
- Starting English 1936, 3. Auflage 1939.
- Schriftdeutsch (Handbuch für Rede und Schrift), 1937.
- (mit Richard Rößger): From School to Office. Gloeckner Verlagsbuchhandlung, Leipzig 1939.